# Дионисий (Констандаке)
Епископ Дионисий (рум. Episcop Dionisie; род. XX век, Salcia, Галац) — архиерей Православной старостильной церкви Румынии, епископ Галацкий (с 2007), викарий предстоятеля.

## Биография
Родился в селе Сальча, в коммуне Умбрарешти в жудеце Галац в благочестивой семье. В период учёбы в начальной и средней школы пел также и в церковном хоре. 1 марта 1985 года поступил в братию Слэтьоарского монастыря.
В 1987 году митрополмтом Сильвестром (Онофреи) был пострижен в монашество и в 1991 году на престольный праздник Живоносного источника Брэдэцельского монастыря хиротонисан во иеродиакона.
В 1995 году ему было поручено основание монашеского братства в селе Килия-Веке в дельте Дуная.
В 2004 году в день памяти Пимена Великого в храме святого Афанасия Афонского в Килия-Веке он был рукоположен в сан иеромонаха, а позднее возведён в достоинство протосинкелла.
5/18 ноября 2007 года, в воскресенье, в праздник святых мучеников Галактии и Эпистимы, в Слэтьоарском монастыре он был хиротонисан во епископа Галацкого, викария предстоятеля. Хиротонию совершили: митрополит Власий (Могырзан), епископ Нямецкий Демосфен (Йоницэ), епископ Бакэуский Геннадий (Георге), епископ Сучавский Софроний (Оцел), епископ Брашовский Феодосий (Скутару), епископ Плоештский Антоний (Тэтару), епископ Ботошанский Иосиф (Могырзан), епископ Илфовский Флавиан (Быргэоану) и епископ Ясский Гликерий (Илие).
19 ноября/2 декабря 2007 года в воскресенье, в Свято-Троицком монастыре Галаца — новой резиденции епископа, состоялся чин его интронизации. Чин настолования совершили: митрополит Власий (Могырзан), епископ Бакэуский Геннадий (Георге), епископ Сучавский Софроний (Оцел) и епископ Брашовский Феодосий (Скутару).